# 廷德爾峰
45°58′29.8″N 7°39′15.8″E / 45.974944°N 7.654389°E

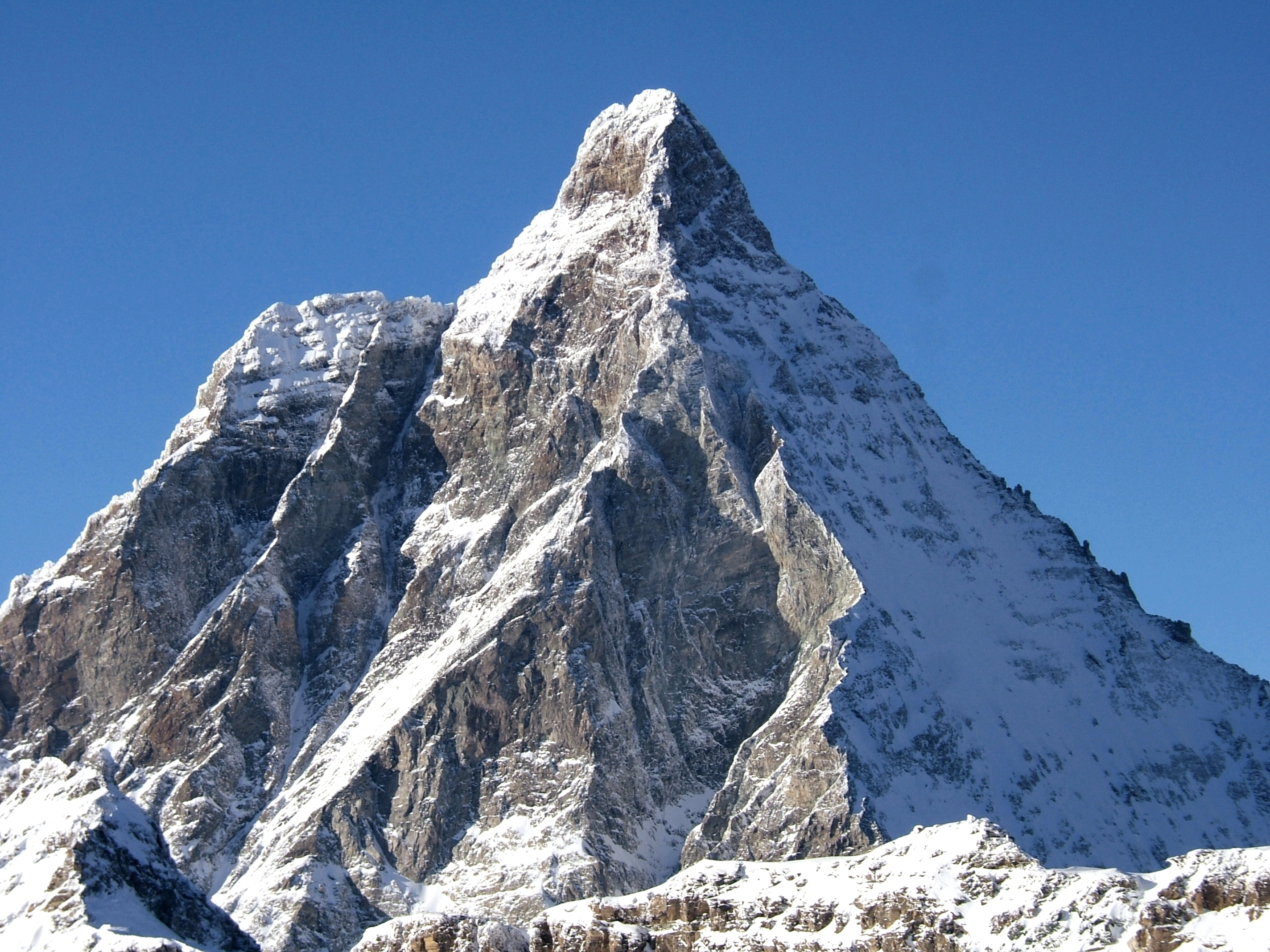

廷德爾峰（義大利語：Pic Tyndall）是歐洲的山峰，位於意大利和瑞士接壤的邊境，屬於彭尼内山的一部分，海拔高度4,241米，人類在1863年7月28日首次登上該山峰。